# Forums farliga
Forums farliga är en bokserie (Libris 114079) med deckare, utgivna av Forum bokförlag.
| Författare           | Titel                  | Originaltitel         | Utgivningsår |
| -------------------- | ---------------------- | --------------------- | ------------ |
| Geoffrey Household   | Attentat mot diktator  | Rogue male            | 1974         |
| Brian Garfield       | Vän av ordning         | Death wish            | 1974         |
| Colin Watson         | Ensamma hjärtans klubb | Lonelyheart 4122      | 1975         |
| Richard Martin Stern | Mord i huset           | Murder in the walls   | 1975         |
| Patricia Highsmith   | Främlingar på tåg      | Strangers on a train  | 1976         |
| James McClure        | Förd bakom ljuset      | The gooseberry fool   | 1976         |
| Joe Gores            | Smitaren               | Dead skip             | 1976         |
| Ed McBain            | Flaskan                | Killer's wedge        | 1976         |
| Brian Garfield       | Jakt på tre            | The threepersons hunt | 1977         |
| James McClure        | Lek till döds          | The caterpillar cops  | 1977         |